# 山本衿奈
山本 衿奈（やまもと えりな、1992年11月21日 - ）は、日本のタレント、フリーアナウンサー、レポーター、ラジオパーソナリティ。愛知県豊田市出身（出身地は額田郡幸田町とする事もある）。セントラルジャパン所属。

## 略歴
短大卒業後にトヨタ博物館のTAMキャストとして活動。話すことや表現することに興味を持ち、勤務しながらアナウンススクールで学ぶ。アナウンススクール卒業後に将来を考えていた際、CBCラジオのレポートドライバーの存在を知り応募、採用となり、トヨタ博物館を退社。
2019年（平成31年）4月から2023年（令和5年）3月までCBCラジオのレポートドライバー（35期生）として活躍（同期は當山日和子）。レポートドライバー時代はCBCラジオの番組内で中継を担当した他、『多田しげおの気分爽快!!朝からP・O・N』のアシスタント、冠番組の『山本衿奈のキカセテ』（ツレよる（水曜日））を担当した。
2023年（令和5年）4月からセントラルジャパンに所属。

## 人物
- 特技：車の運転[6]
- 趣味：ドライブ[6]
- 好きなもの：クラシックカー[6]

クラシックカー好きであることもあり、チンクエチェント博物館のアンバサダーを務めている。

## 出演

### テレビ番組
- チャント!（CBCテレビ） - ナレーション
- CBCニュース（CBCテレビ） - 主に深夜と早朝のニュースを担当。
- ぎふ県政ほっとライン（ぎふチャン） - リポーター

### ラジオ番組
※2023年3月まではCBCラジオレポートドライバーを兼務しての出演
- CBCラジオ ＃プラス!（CBCラジオ） - 火・木曜日アシスタント（2024年4月 - ）
- 朝からいいことマルシェ（CBCラジオ）
- CBCニュース（CBCラジオ） - 主に深夜と早朝のニュースを担当。（2024年4月 - ）
- FC岐阜 TALKスタジアム（エフエム岐阜）（2024年4月 - ）
- 多田しげおの気分爽快!!朝からP・O・N（CBCラジオ）

月曜日アシスタント（2022年4月 - 2024年3月）
火曜日アシスタント（2023年4月 - 2024年3月）
- ジャパネットたかた朝のラジオショッピング（CBCラジオ）

多田しげおの気分爽快!!朝からP・O・N内（2020年頃 - 2024年3月）
CBCラジオ ＃プラス!内（2024年4月 - ）
- 歌のない歌謡曲（CBCラジオ）（多田しげおの気分爽快!!朝からP・O・N内）（2022年4月 - 2023年9月）
- 山本衿奈のキカセテ（ツレよる【水曜日】）（CBCラジオ）（2021年10月 - 2022年3月）
- 杉原鈴菜のパイセン（CBCラジオ）（2024年11月30日、12月7日）
- 地方創生プログラム ONE-J（TBSラジオ）（2023年8月20日[7]・2024年3月3日[8]・2024年11月24日[9]）

#### レポートドライバー
- 多田しげおの気分爽快!!朝からP・O・N
- つボイノリオの聞けば聞くほど
- 北野誠のズバリ
- ドラ魂キング